# Caesi oxide
Caesi Oxide mô tả một nhóm hợp chất vô cơ bao gồm hai nguyên tố là caesi và oxy. Các loại Oxide của caesi được biết đến là: Cs11O3, Cs4O, Cs7O, và Cs2O. Cả Oxide và các superOxide đều có màu sáng. Hợp chất Cs2O có cấu tạo tinh thể lục giác màu vàng cam.

## Ứng dụng
Caesi Oxide được sử dụng trong các catot quang điện để phát hiện các tín hiệu hồng ngoại trong các thiết bị như bộ tăng cường hình ảnh, diode quang điện chân không, các tín hiệu quang và các ống TV. L.R. Koller mô tả bề mặt quang phổ đầu tiên trong năm 1929–1930 như là một lớp của caesi trên một lớp caesi Oxide, cùng trên một lớp bạc. Nó là một nguồn bức xạ điện tử tốt; tuy nhiên, áp suất hơi cao giới hạn ứng dụng của nó.

## Phản ứng
Nguyên tố magie tác dụng với caesi Oxide, làm mất đi oxy của hợp chất này, tạo thành sản phẩm là nguyên tố caesi và magie Oxide như một sản phẩm phụ:
Cs2O + Mg →  2Cs + MgO
Cs2O hút ẩm, tạo thành caesi hydroxide CsOH khi tiếp xúc với nước.